# یوسوکه نوزاوا
یوسوکه نوزاوا (انگلیسی: Yōsuke Nozawa؛ زادهٔ ۹ نوامبر ۱۹۷۹) بازیکن فوتبال اهل ژاپن است.
از باشگاه‌هایی که در آن بازی کرده‌است می‌توان به باشگاه فوتبال آلبیرکس نیگاتا و باشگاه فوتبال شیمیزو اس-پالس اشاره کرد.